# 東京大學校友列表

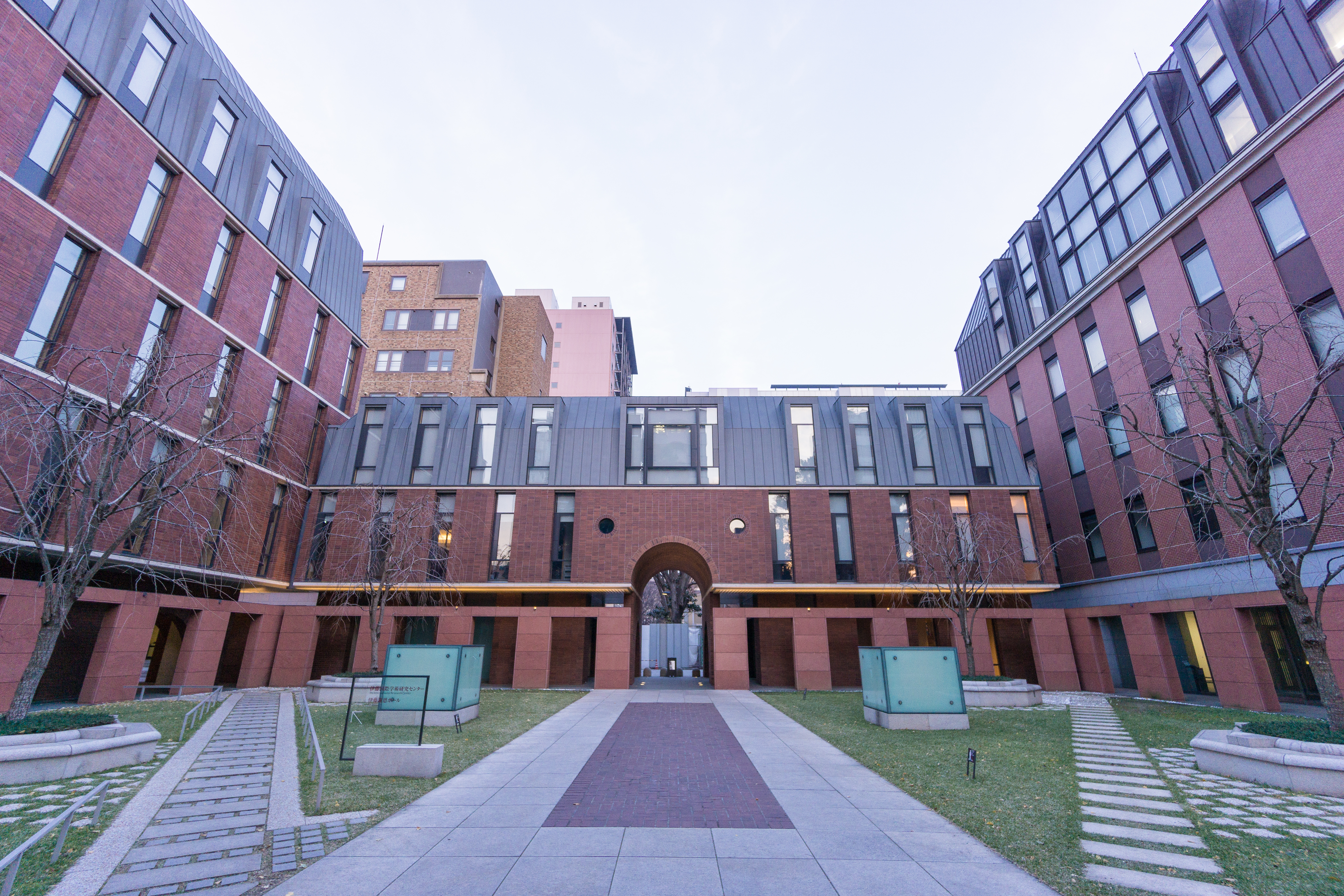

東京大學校友列表，是著名知名東大校友的集成資料。本條目將東大校友分為數大類，除了特例，各分人物不重疊。

## 日本皇室成員
- 小和田雅子：日本今上天皇德仁的皇后

## 政治界

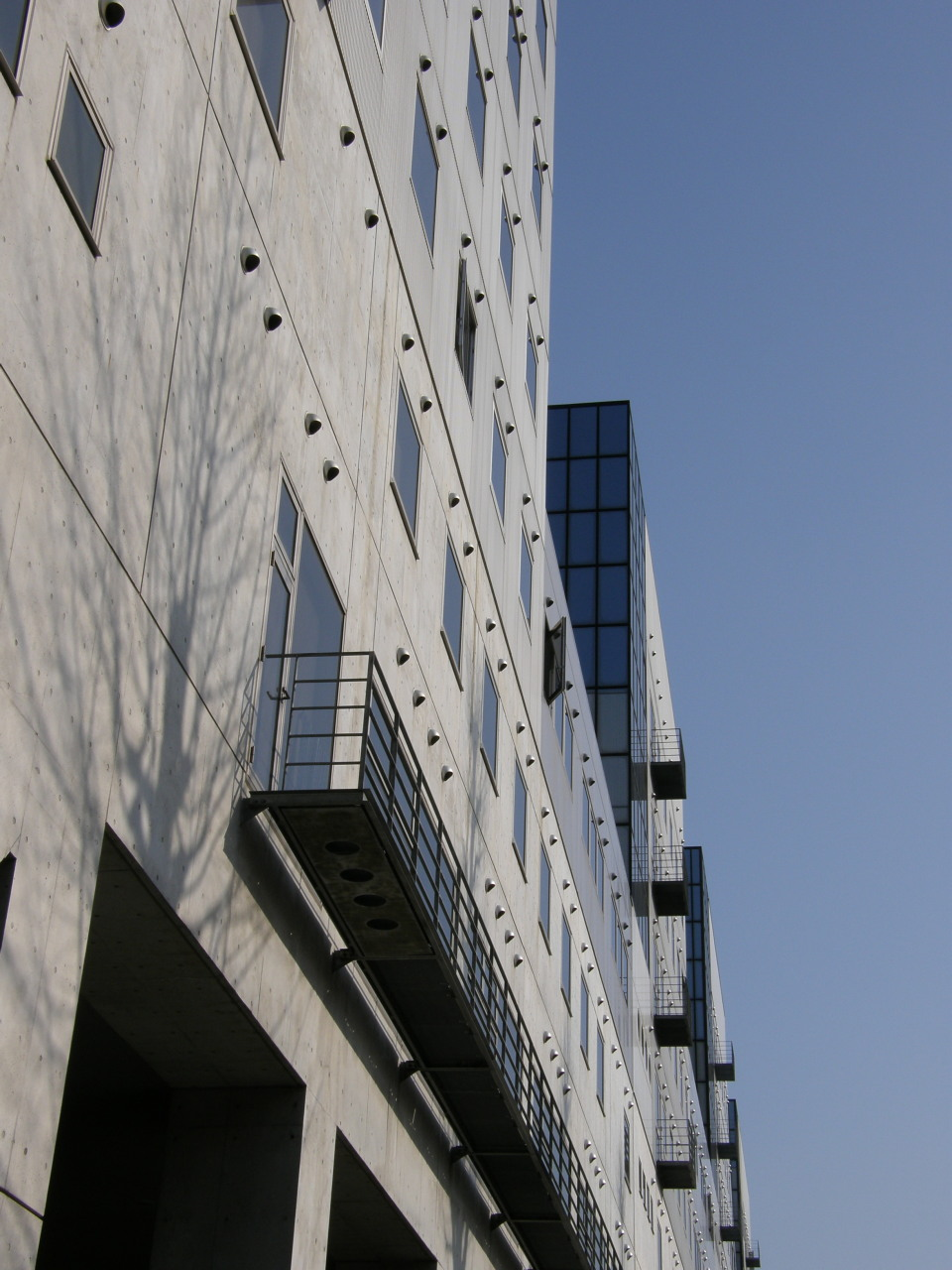
東京大學生產技術研究所（駒場校區二號）大樓由知名建築師原廣司設計

### 內閣總理大臣（首相）
- 加藤高明：第24代內閣總理大臣
- 若槻禮次郎：第25・28代内閣總理大臣
- 濱口雄幸：第27代内閣總理大臣
- 广田弘毅：第32代内閣總理大臣
- 平沼騏一郎：第35代内閣總理大臣
- 幣原喜重郎：第44代内閣總理大臣、第40代眾議院議長
- 吉田茂：第45、48─51代內閣總理大臣
- 片山哲：第46代内閣總理大臣
- 芦田均：第47代内閣總理大臣
- 鳩山一郎：第52~54代内閣總理大臣、鳩山由紀夫祖父
- 岸信介：第56、57代內閣總理大臣

- 佐藤榮作：第61─63代內閣總理大臣

，諾貝爾和平獎得主
- 福田赳夫：第67代內閣總理大臣

- 中曾根康弘：第71─73代內閣總理大臣
- 宮澤喜一：第78代內閣總理大臣
- 鳩山由紀夫：第93代内閣總理大臣、鳩山一郎孫

### 其他政治人物
- 石塚英藏：1929－1931年任台灣總督（第13任）。
- 加藤紘一：日本众议院议员。
- 林敬三：日本宮內廳次長、鳥取縣知事、防衛廳第一任統合幕僚議長（現自衛隊陸海空統合幕僚長）。
- 胡和平：中国共产党中央委员会委员，中共陕西省委书记、省人大常委会主任。
- 赵安博：三五九旅敌工课科长，延安日本工农兵学校副校长，日本问题专家，全国政协第五，六届委员，中共中央对外联络部。
- 江丙坤：曾任中国国民党副主席、中華民國經濟部長、經建會主委、海基會董事長。
- 王育德：日本台灣獨立運動領導人。
- 賴永祥：圖書館學學者，曾任哈佛大學燕京圖書館副館長，中國圖書分類法的設計者。
- 許世楷：曾任中華民國駐日代表，台灣獨立運動主要參與者。
- 賴浩敏：中華民國司法院前院長。
- 劉明朝：前中華民國參議員、制憲國大代表、立法委員。
- 彭明敏：台灣獨立運動领导人，总统府资政。

## 學者

### 諾貝爾獎得主
歷來有10位東大畢業生獲獎。除了梶田隆章皆有本科（學士班）校友身份。
- 江崎玲於奈：1973年諾貝爾物理學獎得主
- 佐藤榮作：1974年諾貝爾和平獎得主
- 川端康成：1968年諾貝爾文學獎得主
- 大江健三郎：1994年諾貝爾文學獎得主
- 小柴昌俊：2002年诺贝尔物理學奖得主
- 南部阳一郎：2008年诺贝尔物理學奖得主
- 根岸英一：2010年诺贝尔化学奖得主
- 梶田隆章：2015年諾貝爾物理學獎得主
- 大隅良典：2016年諾貝爾醫學獎得主
- 真鍋淑郎：2021年諾貝爾物理學獎得主

此外：
朝永振一郎、大村智曾取得論文博士學位，並非校友。
諾貝爾獎候選人
- 小川正孝（日语：小川正孝）：發現錸元素的世界第一人
- 戶塚洋二：已故物理學家
- 久保亮五：已故物理學家
- 林忠四郎：已故物理學家
- 西島和彥：已故物理學家，1960年、1961年候選人
- 中野董夫：已故物理學家，1961年候選人
- 外村彰（日语：外村彰）：已故物理學家
- 小川诚二：物理學家
- 十倉好紀：物理學家，兩次入選湯森路透引文桂冠獎
- 近藤淳：物理學家
- 古澤明：物理學家
- 土井正男（日语：土井正男）：物理學家
- 井口洋夫：已故化學家
- 向山光昭（日语：向山光昭）：已故化學家
- 水島三一郎：已故化學家
- 朝比奈泰彥：已故化學家
- 又賀曻（日语：又賀曻）：已故化學家
- 伊藤公一（日语：伊藤公一）：已故化學家，昭和9年生於台灣
- 本多健一：已故化學家
- 藤嶋昭：化學家
- 水島公一：化學家
- 相田卓三：化學家
- 橋本和仁：化學家
- 岩村秀：化學家
- 山極勝三郎：已故生理學家
- 鈴木梅太郎：已故生理學家
- 稻田龍吉（日语：稲田龍吉）：已故生理學家
- 江橋節郎（日语：江橋節郎）：已故生理學家
- 和田昭允：醫學家
- 吉田賢右（日语：吉田賢右）：生理學家
- 神原秀記：化學家
- 片岡一則：生物医学工程學家
- 石坂公成：免疫學家
- 石坂照子：免疫學家
- 長田重一：分子生物學
- 伊藤正男：生理學家
- 柳田充弘（日语：柳田充弘）：生理學家
- 淺島誠：生理學家
- 宇澤弘文：已故經濟學家，日本理論經濟學之父
- 青木昌彥：經濟學家
- 清瀧信宏：經濟學家
- 根岸隆：經濟學家
- 岩井克人（日语：岩井克人）：經濟學家
- 林文夫：經濟學家
- 神取道宏：經濟學家

### 菲爾茲獎得主
- 小平邦彦：1954年菲爾茲數學獎得主（日本第一人）

### 沃爾夫獎得主
- 南部陽一郎：1994/1995年沃尔夫物理学奖得主
- 小柴昌俊：2000年沃尔夫物理学奖得主
- 小平邦彦：1984/1985年沃尔夫数学奖得主
- 伊藤清：1987年沃尔夫数学奖得主
- 佐藤幹夫：2002/2003年沃尔夫数学奖得主
- 槙文彥：1988年沃尔夫藝術奖得主

### 羅伯·柯霍獎得主
- 吉田富三（日语：吉田富三）：1963年羅伯·柯霍獎「柯霍金質獎章」得主
- 長田重一：1995年羅伯·柯霍獎「柯霍獎」得主
- 大村智：1997年羅伯·柯霍獎「柯霍金質獎章」得主

### 蓋爾德納國際獎得主
- 石坂公成：日本首位盖尔德纳国际奖得主（1973年）
- 石坂照子：日本首位盖尔德纳国际奖得主（1973年）
- 小川诚二：2003年盖尔德纳国际奖得主
- 大村智：日本首位蓋爾德納國際保健獎得主（2014年）

### 馬蒂亞斯獎得主
- 十倉好紀：日本首位馬蒂亞斯獎得主
- 秋光純：日本第2位馬蒂亞斯獎得主

### 其他
- 仁科芳雄：日本物理學之父
- 高峰讓吉：荷爾蒙—「腎上腺素」的發現者
- 志賀潔：志賀桿菌的發現者
- 岩泽健吉：數學家，提出岩澤理論
- 谷山豐：數學家，提出谷山－志村定理
- 志村五郎：數學家，提出谷山－志村定理
- 村上直次郎：歷史學者，曾任台北帝國大學教授
- 矢內原忠雄：日本著名的經濟學者、人道主義者
- 植草一秀：经济学家，前早稻田大学研究生院教授
- 太田朋子：生物學家，克拉福德獎得主
- 下瀨雅允：工程學家，下瀨火藥的發明者

## 文學界
- 芥川龍之介：小说家
- 夏目漱石：小說家
- 太宰治（肄業）：小說家
- 森鷗外：小說家
- 三島由紀夫：小說家
- 川端康成：1968年諾貝爾文學獎得主
- 大江健三郎：1994年諾貝爾文學獎得主
- 吉行淳之介（肄業）：作家
- 安部公房：作家，曾获诺贝尔文学奖提名
- 梶井基次郎（肄業）：小說家
- 纲渊谦锭：作家

## 建築界
- 伊東豊雄：建築師
- 丹下健三：建筑师
- 槇文彦：建築師
- 隈研吾：建築師
- 山田正男：土木工程師、都市計畫師，東京首都高速道路規劃者
- 八田與一：土木工程師，烏山頭水庫、日月潭水力發電廠設計者

## 演藝界
- 井坂聡：电影导演
- 中島貞夫：电影导演
- 中田秀夫：电影导演
- 中原俊：电影导演
- 那須博之：电影导演
- 長谷川和彦：电影导演
- 藤田敏八：电影导演：演員
- 降旗康男：电影导演
- 増村保造：电影导演
- 山田洋次：电影导演
- 吉田喜重：电影导演
- 高畑勳：動畫家
- 山村聰：演員
- 成田三樹夫（肄業）：演員
- 香川照之：演員
- 高田萬由子：女演員，藝人
- 唐木惠子：藝人
- 菊川：女演員
- 楠城華子：藝人，舊名六條華

## 企业家
- 堀江貴文（肄業）：实业家，Livedoor的前任董事长

## 外籍留學生
- 藤田進：前巴西大使、該國首位日裔外交官（1973年－1974年留學於東大法學部）
- 梁希：林學家，南京大學校務委員會主席（校長）、中华人民共和国林业部首任部長
- 黄现璠：中國现代民族学奠基人之一，八桂学派领袖
- 許介鱗：政治學者
- 邱聯恭：民事訴訟法學者
- 楊日然：中華民國大法官
- 黃東熊：國立中興大學校長、國立中興大學法律學系講座教授
- 張炎憲：台灣史研究的著名學者，國史館館長
- 林泉忠：中央研究院近代史研究所副研究員，專長東亞國際關係、中日政治外交史。
- 陳奇祿：人類學家，中央研究院院士
- 呂炳川：民族音樂學家，以臺灣原住民音樂的研究著稱。
- 林曼麗：藝術教育學者，前北美館館長、國立故宮博物院院長、現任國藝會董事長，北師美術館總策劃。2018年獲頒日本外務省「外務大臣表彰」。

黃士軒：國立政治大學法學院教授